# Герб на Петрич
Гербът на Петрич е един от символите на града и общината. Изработен е по проект на петричкия художник Александър Дончев по идея на основателя на Градския исторически музей Димитрина Бъчварова. За първи път излиза под формата на значка на 29 януари 1978 година, която е отсечена в Монетния двор.
Гербът е с формата на старофренски щит. Над зъберите на средновековна крепост е изправена девойка, която в дясната ръка държи меч. В буйно развятите и коси е вплетен божур. В горната част на щита е изписано името на града. Сюжетът на герба е заимстван от легендата за падането на крепостта Гяур калеси под османска власт и символизира патриотизма, героизма и саможертвата на петричани.